# Mikael Krogerus
Mikael Krogerus (* 1976 in Stockholm) ist ein Journalist und Autor von Sachbüchern, der in der Schweiz lebt.

## Werdegang
Der Finnlandschwede Mikael Krogerus wurde 1976 in der schwedischen Hauptstadt Stockholm als Kind von Einwanderern aus Finnland geboren. Zum Studieren ging er nach Berlin und studierte Politologie an der Freien Universität Berlin. Danach absolvierte er in Aarhus in Dänemark ein Studium an der Schule KaosPiloterne („Chaospiloten“), das er 2003 abschloss. Er war zeitweise als Redakteur der Fernseh-Jugendsendung „Chat the Planet“ in New York City tätig.
2004 zog er in die Schweiz und arbeitete ab 2005 für NZZ Folio, die Monatsbeilage der Neuen Zürcher Zeitung. Ab 2009 war er als freier Journalist auch für den „Freitag“ und „brand eins“, ab 2015 zudem für Das Magazin tätig.
Krogerus ist Autor mehrerer Sachbücher aus den Themenbereichen Kommunikation und Entscheidungsfindung, die er großenteils mit seinem Co-Autor Roman Tschäppeler herausbrachte. Zu seinen erfolgreichsten Titeln, die in mehrere Sprachen übersetzt wurden und es auch auf internationale Bestsellerlisten brachten, gehören unter anderem 50 Erfolgsmodelle und Das Fragebuch.
Krogerus versteht sich als Feminist, wozu ihn nach eigener Aussage vor allem drei Frauen gebracht haben: seine berufstätige Mutter, die kanadische Sängerin Peaches sowie Franziska Schutzbach. Er verweist zudem auch auf seine Lektüre von Judith Butler.
Krogerus hat aus seiner Beziehung mit der Soziologin Franziska Schutzbach eine Tochter und lebt in Basel.

## Veröffentlichungen

### Mit Roman Tschäppeler (Duo RTMK – Roman Tschäppeler und Mikael Krogerus)
- 50 Erfolgsmodelle: kleines Handbuch für strategische Entscheidungen. Kein & Aber, Zürich 2008. ISBN 978-3-0369-5529-2.
- Kinderfragebuch. Kein & Aber, Zürich 2012. ISBN 978-3-0369-5644-2.
- Die Welt erklärt in drei Strichen. Kein & Aber, Zürich 2013. ISBN 978-3-0369-9134-4.
- Das Testbuch. Kein & Aber, Zürich 2014. ISBN 978-3-0369-5707-4.
- Fragebuch. Kein & Aber, Zürich 2014. ISBN 978-3-0369-9104-7.
- Mein Fragebuch. Kein & Aber, Zürich 2014. ISBN 978-3-0369-5695-4.
- Kommunikationsbuch – wie man sich besser verständigt. Kein & Aber, Zürich 2017. ISBN 978-3-0369-5771-5.

#### Reihe Kleine Bücher für grosse Fragen
- Entscheiden: Die besten Strategien für große Beschlüsse. Kein & Aber, Zürich 2021. ISBN 978-3-0369-9481-9.
- Machen – Eine Anleitung fürs Loslegen, Dranbleiben und zu Ende führen. Kein & Aber, Zürich 2021. ISBN 978-3-0369-5857-6.
- Reden. Gute Ideen für bessere Kommunikation. Kein & Aber, Zürich 2021, ISBN 978-3-0369-5861-3.
- Erkennen. Das Psycho-Testbuch für Neugierige. Kein & Aber, Zürich 2021, ISBN 978-3-0369-5859-0.
- Fragen. Der Leitfaden für aufregende Gespräche. Kein & Aber, Zürich 2021, ISBN 978-3-0369-5860-6.
- Zusammenarbeiten. Ein Wegweiser, um gemeinsam Großes zu erreichen. Kein & Aber, Zürich 2022, ISBN 978-3-0369-5885-9.
- Faustregeln. Kurze Erklärungen für komplizierte Situationen. Kein & Aber, Zürich 2024, ISBN 978-3-0369-5050-1.